# Robert Chamberlain (Ritter)
Sir Robert Chamberlain of Capel and Gedding († 12. März 1491) war ein englischer Ritter.

## Leben
Sir Robert war ein Sohn von Roger Chamberlain und Margaret, Tochter des John Martin.
Er war ein glühender Anhänger des Hauses York und kämpfte während der Rosenkriege bei der Schlacht von Towton (1461) und 1471 bei Barnet und Tewkesbury.
Sir Robert floh mit König Eduard IV. im Herbst 1470 ins Exil nach Flandern und kehrte mit ihm und einer Armee 1471 zurück nach England um den verlorenen Thron wiederzuerlangen. Vor der Küste Norfolks, bei Cromer, wurde Sir Robert beauftragt an Land zu gehen und festzustellen, wie die Kräfteverhältnisse vor Ort waren und ob eine Landung sicher genug war. Aufgrund der Situation in Norfolk entschied man sich aber weiter zu segeln und erst in York zu landen.
Sir Robert wurde zum Knight of the Kings Body ernannt und nahm 1475 am Frankreichfeldzug Eduards teil. Im selben Jahr soll er zum Knight of the Bath geschlagen worden sein.
Auch gegenüber Richard III. war Sir Robert sehr loyal und erhielt das Amt des Knight of the Kings Body
Im Jahr 1485 wurde Sir Robert durch Richard III. zum Constable of Beaumaris Castle, Sheriff of Anglesey, Receiver of North Wales und Keeper of Snowdon ernannt.
Der König entsandte Sir Robert auch nach Nordwales um die Gegend zu überwachen und zu sichern, und wahrscheinlich auch um den zu befürchtenden Zulauf zur Armee von Henry Tudor entgegenzuwirken.
Nach der Krönung Heinrich VII. erhielt Sir Robert zwar Pardon für seine bisherige Treue zum Haus York, dies änderte aber nicht seine Einstellung und er blieb ein kompromissloser Yorkist.
Bereits 1487 stand Sir Robert unter Verdacht des Hochverrats und wurde unter Hausarrest in Chertsey gestellt, wahrscheinlich durch seine offensichtliche Sympathie oder gar Unterstützung für Lambert Simnel.
Laut einigen Quellen soll der französische König Karl VIII. 1490 mittels einiger Spione und Mittelsmänner Verbündete in England gesucht haben, die einen Umsturz initiieren, und soll auch Kontakt zu Sir Robert gehabt haben.
Anfang 1491 entschied Sir Robert zusammen mit anderen treuen Yorkisten und Verschwörern England zu verlassen und Richtung Frankreich, bzw. Burgund zu entkommen. Sie wurden aber in der Hafenstadt Hartlepool aufgespürt und um einer Verhaftung zu entgehen, suchten sie in der Kirche St. Cuthbert in Durham Kirchenasyl. Heinrich VII. brach aber das ungeschriebene Gesetz des Kirchenasyls und ließ alle, inklusive der beiden Söhne Roberts, Edward und Ralph, verhaften.
Sir Robert wurde durch Parlamentsbeschluss (Bill of Attainder) wegen Hochverrats geächtet, verlor damit alle seine Rechte und wurde am 12. März 1491 im Tower of London enthauptet.

## Ehe und Nachkommen
Sir Robert war verheiratet mit Elizabeth, Tochter des Sir John FitzRalph. Das Paar hatte folgende Nachkommen:
- Ralph
- Edward
- Constance ⚭ Richard Harper of Latton[18]